# Большие Гусины
Большие Гусины — деревня в Окуловском муниципальном районе Новгородской области, относится к Боровёнковскому сельскому поселению.
Деревня расположена на правом берегу реки Хоринка, на Валдайской возвышенности, в 16 км к северо-западу от Окуловки (23 км по автомобильной дороге), до административного центра сельского поселения — посёлка Боровёнка 3 км. На противоположном берегу реки расположена деревня Малые Гусины, а в 4 км ниже по течению Хоринки находится деревня Хорино.
| 2010 |
| ---- |
| 1    |

## Транспорт
Ближайшая железнодорожная станция расположена на главном ходу Октябрьской железной дороги — в Боровёнке.